# Марс Полър Лендър
Марс Полър Лендър (на английски: Mars Polar Lander) се състои от два космически апарата, изстреляни поотделно, Марс Клаймат Орбитър и Марс Полър Лендър. Марс Полър Лендър също пренася мисията Дийп Спейс 2 до Марс. Двете мисии са проектирани да изучават марсианското време, климат, нива на вода и въглероден диоксид, за да разберат източника, поведението, атмосферната роля на бързо изпаряващите се химически вещества и да търсят доказателство за дългосрочните и епизодичните климатични промени. Комуникацията с кораба е изгубена преди навлизането в атмосферата.